# Otto Hahn
Otto Hahn (Fráncfort del Meno, Reino de Prusia; 8 de marzo de 1879-Gotinga, Alemania Occidental; 28 de julio de 1968) fue un químico alemán que ganó el Premio Nobel de Química en 1944 por el descubrimiento de la fisión nuclear del uranio y del torio (1938), descubrimiento que llevó a cabo junto con Lise Meitner.

## Biografía

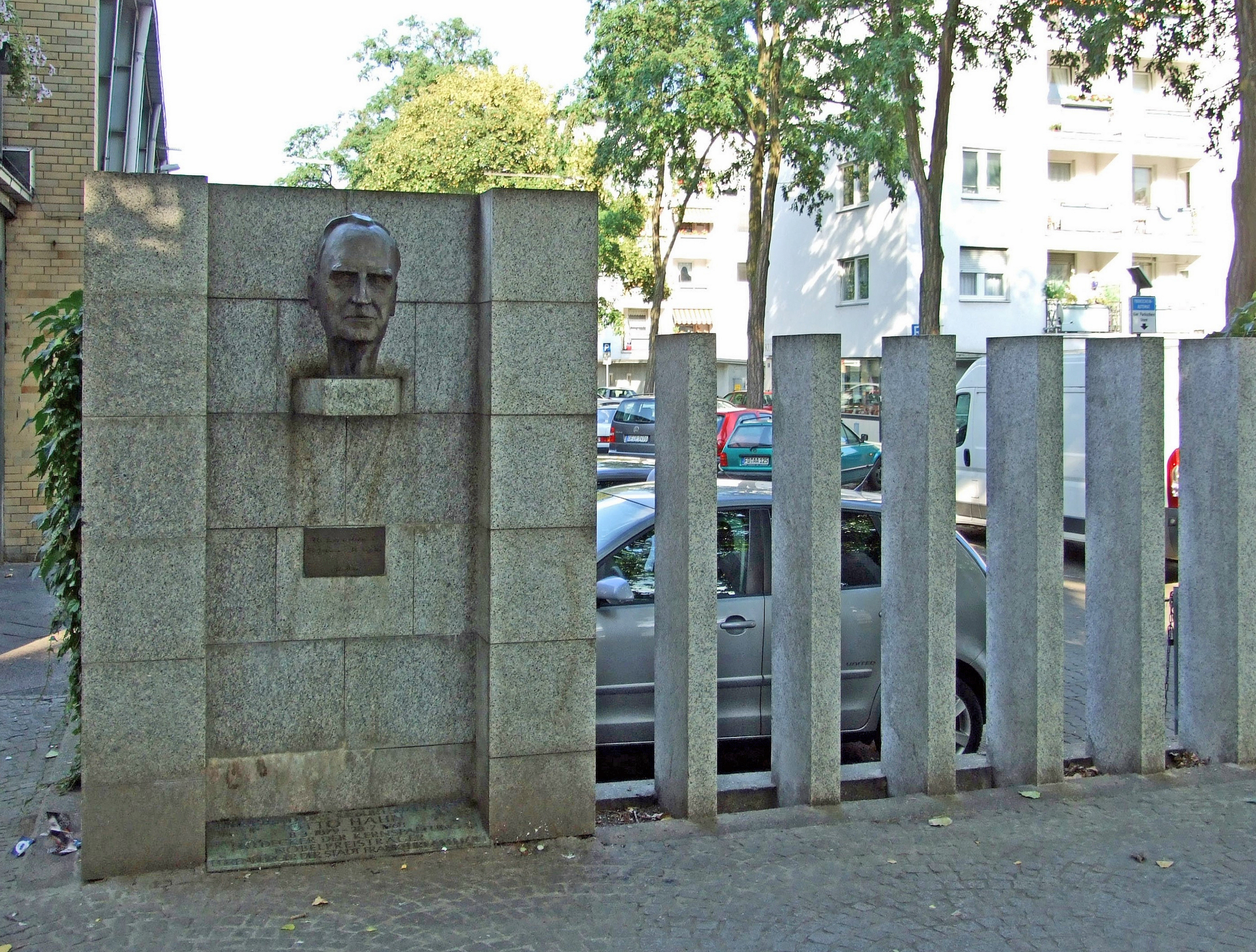
Monumento 'Otto Hahn' en Fráncfort del Meno

Nació en Fráncfort del Meno el 8 de marzo de 1879 y estudió química en Marburgo y en Múnich. Reecibió su doctorado en 1901 y trabajó en la Universidad de Marburg. 

### Descubrimiento del radiotorio y otros "nuevos elementos"
La intención de Hahn era trabajar en la industria. Recibió una oferta de empleo de Eugen Fischer, director de Kalle & Co. (y padre del químico orgánico Hans Fischer), pero una condición para el empleo era que Hahn tenía que haber vivido en otro país y dominar razonablemente otro idioma. Con esta idea en mente, y para mejorar sus conocimientos de inglés, Hahn aceptó un puesto en el University College de Londres en 1904, trabajando a las órdenes de Sir William Ramsay, conocido por haber descubierto los gases inertes. Aquí Hahn trabajó en radioquímica, por aquel entonces un campo muy nuevo. A principios de 1905, en el curso de sus trabajos con sales de radio, Hahn descubrió una nueva sustancia a la que llamó radiotorio (torio-228), que en aquel momento se creía que era un nuevo elemento radiactivo. (en realidad, era un isótopo del elemento conocido torio; el concepto de isótopo, junto con el término, no fue acuñado hasta 1913, por el químico británico Frederick Soddy).
Ramsay se entusiasmó con el hallazgo de un nuevo elemento en su instituto y quiso anunciarlo de forma adecuada. Según la tradición, lo hizo ante el comité de la venerable Royal Society.
Hahn publicó sus resultados en las Actas de la Royal Society el 24 de mayo de 1905. Fue la primera de las más de 250 publicaciones científicas de Otto Hahn en el campo de la radioquímica. Al final de su estancia en Londres, Ramsay preguntó a Hahn por sus planes de futuro, y Hahn le habló de la oferta de trabajo de Kalle & Co. Ramsay le dijo que la radioquímica tenía un futuro brillante, y que alguien que hubiera descubierto un nuevo elemento radiactivo debería ir a la Universidad de Berlín. Ramsay escribió a Emil Fischer, director del Instituto de Química, quien le contestó que Hahn podía trabajar en su laboratorio, pero que no podía ser Privatdozent porque allí no se enseñaba radioquímica. En ese momento, Hahn decidió que primero necesitaba saber más sobre el tema, así que escribió al principal experto en la materia, Ernest Rutherford. Rutherford aceptó contratar a Hahn como ayudante y sus padres se comprometieron a pagarle los gastos.
Desde septiembre de 1905 hasta mediados de 1906, Hahn trabajó con el grupo de Rutherford en el sótano del Edificio de Física Macdonald de la Universidad McGill de Montreal. Había cierto escepticismo sobre la existencia del radiotorio, que Bertram Boltwood describió memorablemente como un compuesto de torio X y estupidez. Boltwood pronto se convenció de que existía, aunque él y Hahn discrepaban sobre cuál era su vida media. William Henry Bragg y Richard Kleeman habían observado que las partículas alfa emitidas por las sustancias radiactivas tenían siempre la misma energía, lo que proporcionaba una segunda forma de identificarlas, así que Hahn se puso a medir las emisiones de partículas alfa del radiotorio. En el proceso, descubrió que una precipitación de torio A (polonio-216) y torio B (plomo-212) también contenía un "elemento" de vida corta, al que denominó torio C (que más tarde se identificó como polonio-212). Hahn no pudo separarlo y concluyó que tenía una vida media muy corta (es de unos 300 ns). También identificó el radioactinio (torio-227) y el radio D (más tarde identificado como plomo-210) Rutherford comentó que: "Hahn tiene un olfato especial para descubrir nuevos elementos".

### Descubrimiento del mesotorio I

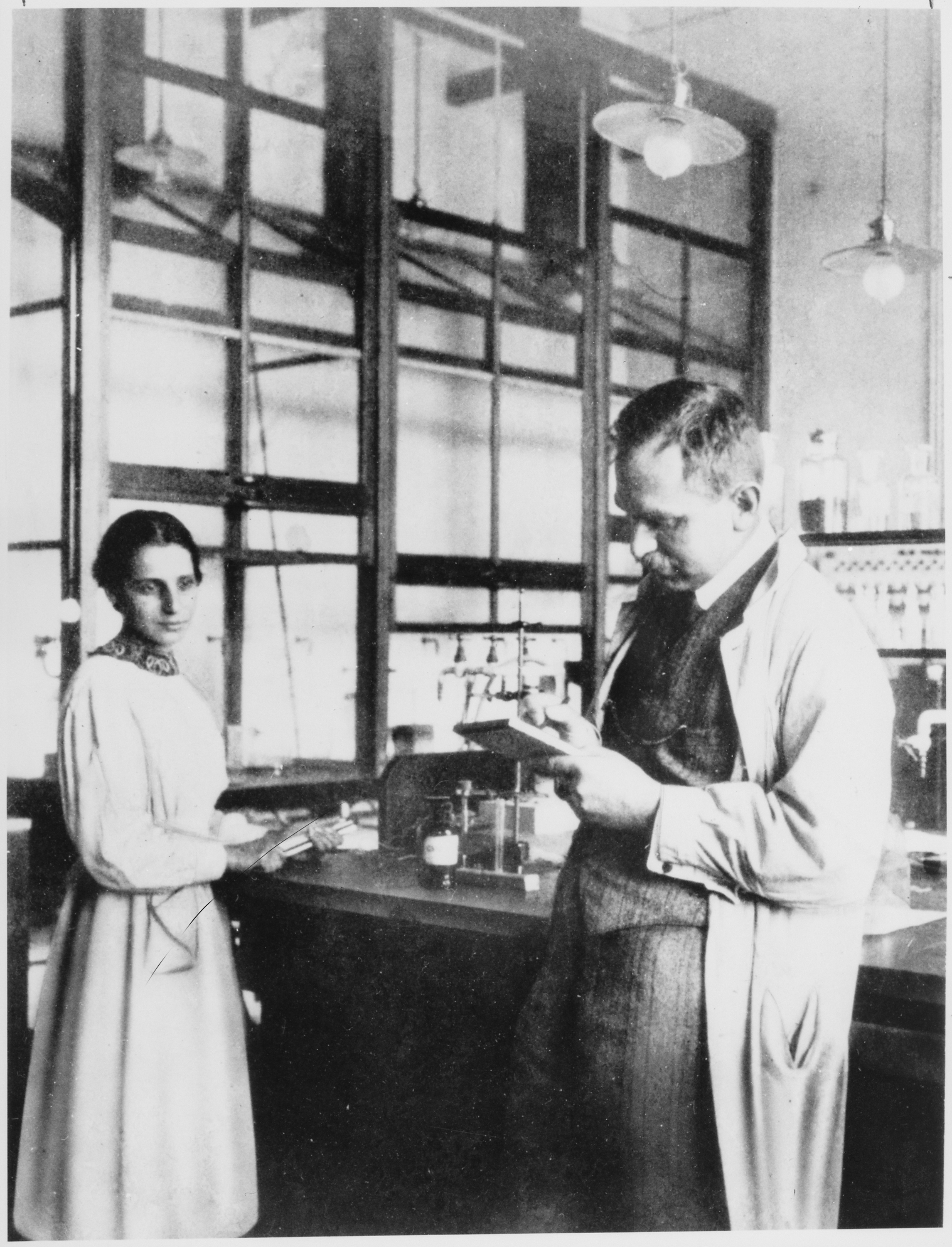
Hahn y Meitner, en 1913, en el laboratorio químico del Instituto de Química Kaiser Wilhelm. Cuando un colega al que no reconoció le dijo que se habían visto antes, Meitner replicó: "Probablemente me confunde con la profesora Hahn".

En 1906, Hahn regresó a Alemania, donde Fischer puso a su disposición un antiguo taller de carpintería (Holzwerkstatt) en el sótano del Instituto Químico para utilizarlo como laboratorio. Hahn lo equipó con electroscopios para medir partículas alfa y beta y rayos gamma. En Montreal se habían fabricado a partir de latas de café desechadas; Hahn hizo los de Berlín de latón, con tiras de aluminio aisladas con ámbar. Éstas se cargaban con bastoncillos de goma dura que luego frotaba contra las mangas de su traje. No era posible investigar en la carpintería, pero Alfred Stock, el jefe del departamento de química inorgánica, dejó que Hahn utilizara un espacio en uno de sus dos laboratorios privados. Hahn compró dos miligramos de radio a Friedrich Oskar Giesel, el descubridor del emanio (radón), por 100 marcos el miligramo, y obtuvo torio gratis de Otto Knöfler, cuya empresa berlinesa era una de las principales productoras de productos de torio.
En pocos meses, Hahn descubrió el mesotorio I (radio 228), el mesotorio II (actinio 228) e, independientemente de Boltwood, la sustancia madre del radio, el ionio (más tarde identificado como torio 230). En los años siguientes, el mesotorio I adquirió gran importancia porque, al igual que el radio-226 (descubierto por Pierre y Marie Curie), era ideal para el tratamiento médico con radiaciones, pero su fabricación costaba sólo la mitad. Por el camino, Hahn determinó que, al igual que era incapaz de separar el torio del radiotorio, tampoco podía separar el mesotorio del radio.
Hahn completó su habilitación en la primavera de 1907 y se convirtió en Privatdozent. No se le exigió una tesis; el Instituto Químico aceptó en su lugar una de sus publicaciones sobre radiactividad. La mayoría de los químicos orgánicos del Instituto Químico no consideraban el trabajo de Hahn como verdadera química. Fischer se opuso a la afirmación de Hahn en su coloquio de habilitación de que muchas sustancias radiactivas existían en cantidades tan diminutas que sólo podían detectarse por su radiactividad, aventurando que él siempre había sido capaz de detectar sustancias con su agudo sentido del olfato, pero pronto cedió. Un jefe de departamento comentó: "¡es increíble lo que se consigue siendo Privatdozent hoy en día!".

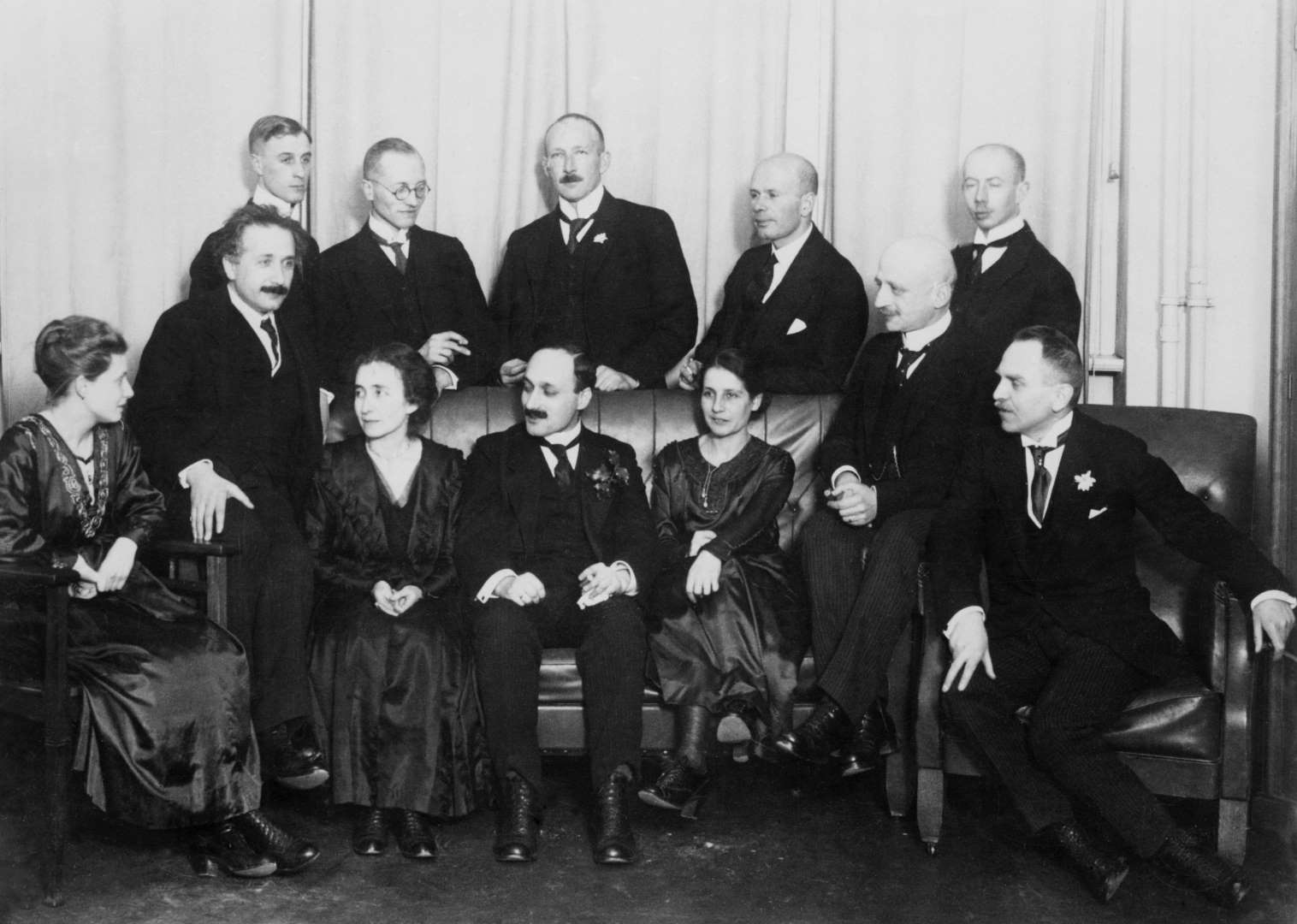
Físicos y químicos en Berlín en 1920. Primera fila, de izquierda a derecha: Hertha Sponer, Albert Einstein, Ingrid Franck, James Franck, Lise Meitner, Fritz Haber y Otto Hahn. Fila posterior, de izquierda a derecha: Walter Grotrian, Wilhelm Westphal, Otto von Baeyer, Peter Pringsheim y Gustav Hertz.

Los físicos aceptaban mejor el trabajo de Hahn, que empezó a asistir a un coloquio en el Instituto de Física dirigido por Heinrich Rubens. Fue en uno de estos coloquios donde, el 28 de septiembre de 1907, conoció a la física austriaca Lise Meitner. Casi de la misma edad que él, era la segunda mujer que se doctoraba en la Universidad de Viena y ya había publicado dos trabajos sobre la radiactividad. Rubens la propuso como posible colaboradora. Así comenzó la colaboración de treinta años y la estrecha amistad de por vida entre los dos científicos.
En Montreal, Hahn había trabajado con físicos, entre ellos al menos había una mujer, Harriet Brooks, pero al principio Meitner tuvo dificultades. Las mujeres aún no eran admitidas en las universidades de Prusia. Meitner podía trabajar en el taller de carpintería, que tenía su propia entrada exterior, pero no podía poner un pie en el resto del instituto, incluido el laboratorio de Hahn en el piso de arriba. Si quería ir al baño, tenía que hacerlo en el restaurante de la calle. Al año siguiente, las mujeres fueron admitidas en las universidades, y Fischer levantó las restricciones e instaló aseos femeninos en el edificio. El Instituto de Física era más tolerante que el de Química, y Hahn se hizo amigo de los físicos que allí trabajaban, como Otto von Baeyer, James Franck, Gustav Hertz, Robert Pohl, Max Planck, Peter Pringsheim y Wilhelm Westphal.
Acompañado de Lise Meitner y Otto von Baeyer, desarrolló una técnica para medir los espectros de la desintegración beta de isótopos radiactivos; para su fortuna este logro fue reconocido y le aseguró el puesto de profesor en el Instituto de Química Kaiser-Wilhelm de Berlín en 1912. En 1918, junto con Meitner, descubrió el protactinio. Cuando Meitner huyó de la Alemania nazi en 1938, él continuó el trabajo con Fritz Strassmann en la dilucidación del resultado de bombardeo del uranio con los neutrones térmicos. Comunicó sus resultados (el descubrimiento de los elementos bario y kriptón) a Meitner quien, en colaboración con su sobrino Otto Robert Frisch, los interpretó correctamente como evidencia de la fisión nuclear (una frase acuñada por Frisch). Una vez que la idea de la fisión fue aceptada, Hahn continuó sus experimentos y demostró las cantidades enormes de energía que se liberan en la fisión inducida con neutrones y que podría tener uso pacífico o para la guerra.

### Segunda Guerra Mundial
El 24 de abril de 1939, Paul Harteck y su ayudante, Wilhelm Groth, habían escrito al Ministerio de Guerra del Reich, alertando de la posibilidad del desarrollo de una bomba atómica. En respuesta, la Subdivisión de Armamento del Ejército (HWA) había creado una sección de física a cargo del físico nuclear Kurt Diebner. Tras estallar la Segunda Guerra Mundial el 1 de septiembre de 1939, la HWA pasó a controlar el programa alemán de armas nucleares. A partir de entonces, Hahn participó en una serie incesante de reuniones relacionadas con el proyecto.  Después de que el director del Instituto de Física Kaiser Wilhelm, Peter Debye, se marchara a Estados Unidos en 1940 y nunca regresara, Diebner fue nombrado director del mismo. Hahn informaba a la HWA de los progresos de sus investigaciones. Junto con sus ayudantes, Hans-Joachim Born, Siegfried Flügge, Hans Götte, Walter Seelmann-Eggebert y Fritz Strassmann, catalogó un centenar de isótopos de productos de fisión. También investigaron los medios de separación de isótopos, la química del elemento 93 y los métodos de purificación de óxidos y sales de uranio.
En la noche del 15 de febrero de 1944, el edificio del Instituto de Química Kaiser Wilhelm fue alcanzado por una bomba. La oficina de Hahn fue destruida, junto con su correspondencia con Rutherford y otros investigadores, y muchas de sus posesiones personales. La oficina era el objetivo previsto de la redada, que había sido ordenada por el Brigadier General Leslie Groves, director del Proyecto Manhattan, con la esperanza de desbaratar el proyecto alemán del uranio. Albert Speer, el ministro de Armamento y Producción Bélica del Reich, dispuso que el instituto se trasladara a Tailfingen, en el sur de Alemania. Todo el trabajo en Berlín cesó en julio. Hahn y su familia se trasladaron allí a la casa de un fabricante textil.
La vida se volvió precaria para los casados con mujeres judías. Uno de ellos era Philipp Hoernes, un químico que trabajaba para Auergesellschaft, la empresa que extraía el mineral de uranio utilizado en el proyecto. Después de que la empresa le despidiera en 1944, Hoernes se enfrentó a la posibilidad de ser conscripto para realizar trabajos forzados. A la edad de 60 años, era dudoso que sobreviviera. Hahn y Nikolaus Riehl consiguieron que Hoernes trabajara en el Instituto de Química Kaiser Wilhelm, alegando que su trabajo era esencial para el proyecto del uranio y que éste era muy tóxico, por lo que resultaba difícil encontrar personas que trabajaran con él. Hahn era consciente de que el mineral de uranio era bastante seguro en el laboratorio, aunque no tanto para las 2.000 trabajadoras esclavas del campo de concentración de Sachsenhausen que lo extraían en Oranienburg. Otro físico con esposa judía fue Heinrich Rausch von Traubenberg. Hahn certificó que su trabajo era importante para el esfuerzo bélico, y que su esposa Maria, doctora en física, era requerida como su ayudante. Tras su muerte, el 19 de septiembre de 1944, Maria se enfrentó a la posibilidad de ser enviada a un campo de concentración. Hahn organizó una campaña de presión para que la liberaran, pero fue en vano y la enviaron al gueto de Theresienstadt en enero de 1945. Sobrevivió a la guerra y se reunió con sus hijas en Inglaterra después de la contienda.

### Después de la Segunda Guerra Mundial
Al transcurrir la Segunda Guerra Mundial, Otto Hahn estuvo entre los científicos alemanes puestos bajo vigilancia por el programa aliado ALSOS, que lo incluyó en el proyecto alemán de energía nuclear para desarrollar una bomba atómica (su sola conexión era el descubrimiento de la fisión, él no trabajó en el programa).
Recibió el premio Nobel de Química en 1944 por sus trabajos pioneros en el campo de la radiactividad, omitiendo la contribución fundamental de su colega Lise Meitner. En ese momento era prisionero de los británicos, quienes buscaban información sobre el fallido esfuerzo alemán para desarrollar una bomba atómica. Los británicos le hicieron escribir una carta de aceptación en la que se excusaba por no poder asistir a la entrega. En la ceremonia de entrega el presidente del comité Nobel para Química anunció: "El profesor Hahn nos ha informado que lamenta no poder asistir a esta ceremonia".[cita requerida]
En la era de la posguerra Hahn fue políticamente activo en temas relacionados con la paz mundial y la justicia social y destacó como un firme opositor al uso de armas nucleares.[cita requerida]
Se propuso en diversas ocasiones que los elementos 105 y 108 de la tabla periódica se llamasen Hahnium en honor de Hahn, pero ninguna de estas propuestas fue aprobada. Sin embargo, uno de los pocos buques mercantes de propulsión nucleares del mundo, el NS Otto Hahn, fue bautizado así en su honor.
Hahn fue fundador, en 1946, y presidente de la Sociedad Max Planck 1946-1960, miembro de honor de 45 Academias del mundo, y de la Real Sociedad Española de Física y Química en Madrid, de la Real Academia de Ciencias Exactas, Físicas y Naturales y del Consejo Superior de Investigaciones Científicas (CSIC) en Madrid.

## Eponimia
- El cráter lunar Hahn lleva este nombre en su memoria, honor compartido con el filósofo y astrónomo alemán Friedrich von Hahn (1742-1805).

## En la ficción
En el 2005 fue interpretado por el actor Christian Rubeck durante el episodio "E=mc²: Einstein's Big Idea" de la serie Nova.